# Pankreasegel
Der Pankreasegel (Eurytrema pancreaticum) ist ein  parasitisch vorkommender Saugwurm im Gangsystem der Bauchspeicheldrüse von Schweinen, Rindern, Kamelen und Affen. Er kommt in Ostasien (China, Japan, Korea) und Südamerika vor. Als erster Zwischenwirt dienen Lungenschnecken, als zweiter Heuschrecken. Der Pankreasegel ist 8–12×5–8 mm groß.
Der Mensch wird sehr selten auch befallen (Zufallswirt).